# Maurice Jarre
Maurice-Alexis Jarre (13. září 1924, Lyon – 28. března 2009, Los Angeles) byl francouzský skladatel filmové hudby. Byl autorem hudby k mnoha filmům, včetně sérií snímků Davida Leana, Lawrence z Arábie, Doktor Živago (1965), Ryanova dcera (1970) a Cesta do Indie (1984). Ty jsou často považovány za jeho nejlepší práce. Mezi další důležité počiny patří Společnost mrtvých básníků (1989) a Jakubův žebřík (1990). Jeden z jeho nejdůležitějších televizních titulů byl napsán pro minisérii Šogun (1980). Naposledy napsal filmovou hudbu v roce 2001 k televiznímu filmu o holokaustu nazvanému Vzpoura.
Maurice Jarre psal pro orchestry, ale velkou měrou přešel v 80. letech k syntetizované hudbě, většinou spíše než pro estetické motivace z praktických důvodů, jak to cítilo mnoho kritiků. Maurice je otcem Jeana Michela Jarreho. Jeho nejmladší syn Kevin je scenárista filmů jako jsou Tombstone a Glory.

## Ocenění a nominace

### Akademická ocenění
Maurice Jarre byl nominován na devět Oscarů, z toho tři získal.
- Nominován pro nejlepší hudbu pro film: Duch
- Nominován pro nejlepší hudbu pro film: Gorily v mlze
- Nominován pro nejlepší hudbu pro film: Svědek
- Vyhrál v roce 1984 akademické ocenění za nejlepší hudbu k filmu Cesta do Indie
- Nominován pro nejlepší hudbu pro film: The Message
- Nominován pro nejlepší hudbu pro film: Život a doba soudce Roy Beana za píseň „Marmalade, Molasses & Honey“
- Vyhrál v roce 1965 akademické ocenění za nejlepší hudbu k filmu: Doktor Živago
- Nominován pro nejlepší hudbu pro film: Les Dimanches de ville d'Avray
- Vyhrál v roce 1962 akademické ocenění za nejlepší hudbu k filmu: Lawrence z Arábie

### Ocenění Grammy
Jarré vyhrál v roce 1967 ocenění Grammy za album z hudbou k filmu Doktor Živago.

### Ostatní ocenění
- British Academy Awards, 1989, Nejlepší původní hudba za Společnost mrtvých básníků
- Zlatý Glóbus, 1995, Nejlepší původní hudba za Procházka v oblacích